# Leroy Sané
Leroy Sané (Essen, 11. siječnja 1996.) njemački je nogometaš senegalskog porijekla koji trenutačno igra za  Galatasaray i njemačku nogometnu reprezentaciju. Souleymane Sané, otac Sanéa, je umirovljeni nogometaš i bivši reprezentativac Senegala. Majka Regina Weber je Njemica i bivša ritmička gimnastičarka. Sané ima njemačko te francusko državljanstvo.

## Klupska karijera
Sané je u Wattenscheidu 09 u 2001. počeo igrati nogomet, gdje je otac Souleymane Sané igrao. U 2005. godini je prešao u Schalke 04. Potom je se tri godine kasnije pridružio Bayeru iz Leverkusena. U 2011. godini je se Sané vratio u nogometnu školu Schalkea 04. Njemački veznjak je u ožujku 2014. godine potpisao profesionalni trogodišnji ugovor sa Schalkeom. Za Schalke je Sané debitirao u Bundesligi u travnju te godine protiv Stuttgarta. Ušao je na teren u 77. minuti kao zamjena za Maxa Meyera. U srpnju 2016. je Sané potpisao petogodišnji ugovor s engleskim Manchester Cityjem. S odštetom od 50 milijuna eura je Sané postao najskuplji njemački igrač u njemačkom nogometu. U prosincu 2016. je Sané nakon utakmice protiv Arsenala na Etihadu, postao član udarne postave Guardioline momčadi. U 2016./17. sezoni je njemački reprezentativac nastupio 26 puta u Premier ligi te stvorio 35 prilika za prvoligaša iz Manchestera. U srpnju 2020. Leroy Sane prelazi u münchenski Bayern za 50 milijuna €.

## Reprezentativna karijera
Za njemačku nogometnu reprezentaciju je debitirao 13. studenog 2015. u prijateljskoj utakmici protiv Francuske. U pariškom Stade de Franceu je Sané ušao s klupa u 61. minuti za Juliana Draxlera, gdje je se utakmica završila s 2:0 u korist Francuzima. Njemački nogometni izbornik objavio je u svibnju 2016. popis za nastup na Europsko prvenstvo u Francuskoj, na kojem je se nalazio Sané. Sané nije igrao u prvom krugu na Europskom prvenstvu protiv Poljske, Ukrajine i Sjeverne Irske. Također u osmini finala i četvrtfinalu protiv Slovačke i Italije nije dobio minuta izbornika. Prvu utakmicu na prvenstvu je odigrao u polufinalu. Njemačka je se u polufinalu s porazom od Francuske oprostila od Europskog prvenstva.